# 黃安若
黃安若（1982年4月29日—），臺灣女藝人，2012年以阿爾發音樂簽約藝人身份正式出道。

## 個人資料
黃安若出生於新竹大家庭，其為家中老么。她有兩個哥哥，家中父親從商，家族為惠美壽茶葉和知名連鎖藥局的創始者，外祖父是新竹縣一帶的地主。在清華大學修畢大學學位畢業後，便到紐約進修戲劇學。曾短暫停留在日本發展，不久回流台灣。
黃安若出道前曾是國際藝術攝影師王建陽的模特兒、魔術大師劉謙的世界巡迴專用舞者和魔術女郎，在探班朋友拍攝MV的場地中被阿爾發唱片主管發掘後，唱片公司主管便替她發行唱片，並以簽約藝人身份正式出道。
作為簽約藝人，她亦累積了一些戲劇作品。近年她亦於中國發展事業，並活躍於與動漫相關的演藝項目。

## 作品

### 影視戲劇
| 飾演   | 劇名                                                             |
| 女主角 | New York Film Academy 紐約電影學校期末發表「Once Upon The Time」 |
| 女主角 | 台藝大電影〈死亡凝像〉                                           |
| 女主角 | 音樂微電影—火星無尾熊                                            |
| 客串   | 高雄電影節開幕片〈很久沒敬我了你〉                               |
| 女配角 | 微電影—華航年度宣導微電影                                        |
| 客串   | 三立偶像劇〈莫非這就是愛情〉                                     |
| 女主角 | 台藝大電影〈ANGEL〉                                              |
| 客串   | 電影〈山的那一邊〉                                               |
| 客串   | 網路劇（We Best Love）第二季                                     |

### 時尚
| 年份   | 片名                                        |
| 2017年 | Daniel Wong上海時裝週奧德賽特別來賓         |
| 2018年 | 上海Katy Huang Styl秋冬服裝豹貓盛宴特別來賓 |

### 音樂作品
- 2012火星熊首張同名創作專輯
- 2017優酷音樂歌曲發佈-以後別做朋友
- 大陸動畫「蜀山」片尾曲-忘情

### MV作品
- 日々の音色-日本樂團SOUR

### 廣告短片類作品
- 「Whisper」衛生棉新產品廣告（大陸）
- 台灣九份國際官網觀光宣傳短片女主角

### 品牌平面
- 日本東京 松(まつ)老師冬季髮型模特兒
- NARS秋季新彩妝發表記者會模特兒＆舞者
- 年度BONANZA保養品年曆,DM形象女主角
- DIGI PHOTO第47期  1.2月號封面人物
- 《就愛玩GF2》封面＆內頁模特兒
- 義大利CASA VOUGUE雜誌內頁model
- 日本進口保養品AQ Michica平面代言拍攝
- 錢櫃年度人才招募廣告

### 動漫二次元
- 大陸連載漫畫（國魂）女主角原型
- 2017上海comic up 21 cosplay嘉賓
- 2017微博動漫年度盛宴演唱歌手嘉賓
- 2017大陸手遊（奇蹟暖暖）赴法國形象代言

### 獎項
- 2012武漢BOSS絕對響力盛典榮獲（最具原創力組合）-火星熊
- 2012岷江排行榜年度總盤點（年度港台最佳新人）-火星熊

## 外部連結
- https://www.facebook.com/AnJoCatCoara （页面存档备份，存于）
- https://weibo.com/u/2940156095
- https://www.instagram.com/anjocoara/